# HD275664
HD275664 — хімічно пекулярна зоря спектрального класу A4, що має видиму зоряну величину в смузі V приблизно  9,7.
Вона  розташована на відстані близько 709,0 світлових років від Сонця.